# Zdeněk Svoboda
Zdeněk Svoboda  est un footballeur tchèque né le 20 mai 1972 à Brno. Il évoluait au poste de milieu de terrain.

## Biographie

### En club
Zdeněk Svoboda évolue en Tchéquie, en Belgique, en Allemagne et à Malte.
Il joue notamment au Sparta Prague de 1993 à 2002, club avec lequel il est sacré sept fois Champion de Tchéquie.
Il dispute au cours de sa carrière, 255 matchs en première division, inscrivant six buts. Participant régulièrement aux compétitions européennes, il joue 28 matchs en Ligue des champions (deux buts), sept matchs en Coupe de l'UEFA, quatre en Coupe des coupes, et enfin deux en Coupe Intertoto. Il inscrit son premier but en Ligue des champions le 27 août 1997, lors de la réception de l'Austria Salzbourg (victoire 3-0). Il marque son second but dans cette compétition le 21 mars 2000, à l'occasion de la réception du FC Barcelone (défaite 1-2).

### En équipe nationale
International tchèque, il reçoit neuf sélections en équipe de Tchéquie de 1996 à 1997,.
Il joue son premier match en équipe nationale le 4 septembre 1996 contre l'Islande en amical (victoire 2-1).
Il participe à la Coupe des confédérations 1997, jouant l'intégralité des matchs du tournoi.
Son dernier match en équipe nationale est la petite finale de la Coupe des confédérations gagnée contre l'Uruguay (victoire 1-0).

## Carrière
- 1989-1990 :  Zbrojovka Brno
- 1991-1992 :  Dukla Prague
- 1992-1993 :  Zbrojovka Brno
- 1993-2002 :  Sparta Prague
- 2002-2005 :  KVC Westerlo
- 2005-2006 :  BV Cloppenburg
- 2006-2007 :  Sliema Wanderers

## Palmarès
Avec le Sparta Prague :
- Champion de Tchéquie en 1994, 1995, 1997, 1998, 1999, 2000 et 2001.
- Vainqueur de la Coupe de Tchéquie en 1996.

Avec l'équipe de Tchéquie :
- Troisième de la Coupe des confédérations en 1997